# Kelly Clark
Kelly Clark (Newport (Rhode Island), 26 juli 1983) is een Amerikaanse snowboardster. Ze vertegenwoordigde haar vaderland op de Olympische Winterspelen 2002 (Salt Lake City), 2006 (Turijn), 2010 (Vancouver) en 2014 (Sotsji).

## Carrière
Bij haar wereldbekerdebuut, in december 2000 in Mont-Sainte-Anne, scoorde Clark direct haar eerste wereldbekerpunten. Een maand later stond de Amerikaanse in Plan de Corones voor de eerste maal in haar carrière op het podium, in februari 2001 boekte Clark haar eerste wereldbekerzege. Op de FIS wereldkampioenschappen snowboarden 2001 in Madonna di Campiglio eindigde de Amerikaanse als negende in de halfpipe. Tijdens de Olympische Winterspelen van 2002 in Salt Lake City veroverde Clark in de halfpipe de gouden medaille.
In Turijn nam de Amerikaanse deel aan de Olympische Winterspelen van 2006, op dit toernooi eindigde ze op de vierde plaats. Op de Olympische Winterspelen van 2010 in Vancouver sleepte Clark, in de halfpipe, de bronzen medaille in de wacht.
Op de WSF wereldkampioenschappen snowboarden 2012 in Oslo werd Clark wereldkampioene in de halfpipe. In haar carrière veroverde ze drie keer goud op de Winter X Games. Clark won tevens een tweede bronzen medaille op de halfpipe tijdens de Olympische Winterspelen 2014.

## Resultaten

### Olympische Spelen
| Jaar | Plaats         | Resultaten  |
| ---- | -------------- | ----------- |
| 2002 | Salt Lake City | Halfpipe    |
| 2006 | Turijn         | 4e Halfpipe |
| 2010 | Vancouver      | Halfpipe    |
| 2014 | Sotsji         | Halfpipe    |

### Wereldkampioenschappen
| FIS  | FIS                  | FIS         |
| Jaar | Plaats               | Resultaten  |
| ---- | -------------------- | ----------- |
| 2001 | Madonna di Campiglio | 9e Halfpipe |

| WSF  | WSF    | WSF        |
| Jaar | Plaats | Resultaten |
| ---- | ------ | ---------- |
| 2012 | Oslo   | Halfpipe   |

### Wereldbeker
Eindklasseringen
| Seizoen   | Algm   | HP   |
| --------- | ------ | ---- |
| 2000/2001 | 40e    | 10e  |
| 2002/2003 | -      | 29e  |
| 2003/2004 | -      | 30e  |
| 2004/2005 | -      | 14e  |
| 2008/2009 | 31e    | 8e   |
| 2009/2010 | 70e    | 18e  |
| 2012/2013 | Goud   | Goud |
| 2013/2014 | Zilver | Goud |
| 2014/2015 | Brons  | Goud |
| 2016/2017 |        | Goud |

Wereldbekerzeges
| Datum            | Plaats           | Onderdeel |
| ---------------- | ---------------- | --------- |
| 18 februari 2001 | Sapporo          | Halfpipe  |
| 11 februari 2005 | Bardonecchia     | Halfpipe  |
| 7 februari 2009  | Bardonecchia     | Halfpipe  |
| 14 februari 2009 | Cypress Mountain | Halfpipe  |
| 26 augustus 2012 | Cardrona         | Halfpipe  |
| 14 februari 2013 | Sotsji           | Halfpipe  |
| 24 augustus 2013 | Cardrona         | Halfpipe  |
| 21 december 2013 | Copper Mountain  | Halfpipe  |
| 6 december 2014  | Copper Mountain  | Halfpipe  |
| 1 maart 2015     | Park City        | Halfpipe  |
| 5 februari 2017  | Mammoth Mountain | Halfpipe  |
| 19 februari 2017 | Pyeongchang      | Halfpipe  |